# Dennstaedtia macrosora
Dennstaedtia macrosora là một loài dương xỉ trong họ Dennstaedtiaceae. Loài này được H. Navarrete & B. Øllg. mô tả khoa học đầu tiên năm 2000.